# Verbascum apiculatum
Verbascum apiculatum är en flenörtsväxtart som beskrevs av Hub.-mor.. Verbascum apiculatum ingår i släktet kungsljus, och familjen flenörtsväxter. Utöver nominatformen finns också underarten V. a. tigridaeum.